# Banda de Música de Mateus
A Banda de Música de Mateus, ou Associação Cultural e Recreativa da Banda de Música de Mateus, é uma associação cultural que mantém em funcionamento uma banda filarmónica na freguesia de Mateus, no município de Vila Real.

## História
A Banda de Música de Mateus deve a sua formação a frei Vicente, por volta do ano de 1810.
Frei Vicente, apaixonado pela música, decidiu ensinar uns rapazes com o fim de os habilitar a cantar na missa. Passado muito pouco tempo, preparado este grupo de cantores, organizou-se música de rua, que ainda hoje existe, prestando-lhes frei Vicente toda a qualidade de serviços para a sua fundação. Frei Vicente ficou a fazer parte da banda como mestre de canto e acompanhava, a pé, a música para as festividades onde era necessário o seu serviço.
A actividade da banda de música tem sido ininterrupta, alterando-se apenas a sua denominação: Banda de Música de Mateus, Banda da União Portuguesa, Música Velha de Mateus e Associação Cultural e Recreativa da Banda de Música de Mateus.
A banda de música tem actuado ano após ano em vários festivais de música, encontros de bandas, concertos, festas e romarias, quer dentro do distrito, quer fora e, mesmo, no estrangeiro.
Actualmente conta com cerca de 60 elementos, estando a sua direcção artística entregue ao Maestro Carlos Pinto Pereira que, em Novembro de 2014 regressou a uma casa que também é sua.

## Distinções
Em 1990, foi-lhe atribuída pela Câmara Municipal de Vila Real, a "Medalha de Ouro - Mérito municipal", pelos serviços prestados à comunidade.
Em 2001 foi-lhe atribuído o estatuto de utilidade pública.

## Últimos maestros
- Maestro Fernando Ferreira da Costa, natural de Nogueira - Maia
- Sr. Diamantino Dias, natural de Mateus.
- Prof. Heitor Barros, natural de Mateus.
- Prof. Nuno Machado, natural de Pevidém - Guimarães. (1999-2001)
- Prof. Carlos Taveira, natural de Mateus. (2001-2005)
- Prof. Carlos Pereira, natural de Loivos - Chaves (2005-2013)
- Prof Adriano Sabença, natural de Mafamude - Vila Nova de Gaia (2013 - 2014)
- Prof. Carlos Pereira, natural de Loivos - Chaves. (2014 - Presente)

## Últimos Presidentes
- António Matos
- Fernando dos Santos Silva
- Fernando Boura (2002 - 2008)
- Nuno Pinto (2008 - 2010)
- Marco Eiriz (2010 - 2014)
- Altino dos Santos Alves (2014 - 2020)
- João Fernandes (2020 - 2022)
- Tiago Rocha (2022 - presente)

## Intercambio Cultural com a Banda Lira Nossa Senhora da Estrela
No mês de agosto de 2022, a Banda de Mateus recebeu na sua "casa" através de um projeto de partilha de culturas, a Banda Lira Nossa Senhora da Estrela e a sua comitiva de 35 pessoas constituída pelos país dos músicos, familiares e representantes da Junta de Freguesia da Candelária. Esta banda é natural da freguesia da Candelária, Ponta Delgada, Açores. 
A Banda Lira Nossa Senhora da Estrela, chegou a Vila Real no dia 5 de agosto onde ficou até dia 9 de agosto. Durante este tempo a banda convidada realizou na Avenida Carvalho Araújo um concerto brilhante pelas 22h da noite do dia 6 de agosto. Este concerto iniciou-se com a entrada da Banda de Mateus pela avenida, seguindo-se pelo concerto da Banda Lira Nossa Senhora da Estrela, onde interpretou obras como Navegar Navegar, El Cumbanchero entre outras. No final, os músicos da Banda de Mateus juntaram-se os seus colegas da outra banda e tocaram em conjunto o Hino de Vila Real, o que encheu a avenida num uníssono com todo o publico que assistia à apresentação. Nos dias seguintes a Banda Lira Nossa Senhora da Estrela visitou os pontos mais icónicos da Cidade de Vila Real e de Mateus. Foram assim, aos Palácio de Mateus, Adega de Vila Real, realizaram um passeio de barco no Rio Douro no sentido Régua - Barca d'Alva, foram ao Natur AquaPark. 
No domingo dia 7 de agosto de 2022, os colegas da banda Açoriana, puderam participar numa atividade cultural e religiosa juntamente com a Banda de Mateus na aldeia da Campeã, uma aldeia de Vila Real. Participaram assim nas atividades religiosas como a procissão e por fim, no concerto de arraial contra a Banda de Tarouca. 
Em 2023, foi a vez da Banda de Mateus ser recebida nos Açores, o que aconteceu do dia 6 a 10 de outubro 2023. A Banda de Mateus chegou à ilha Açoriana onde foi recebida com uma calorosa receção da sede da Banda da Lira Estrela, onde foi comer, conviver e beber toda a noite. No dia seguinte de manhã a Banda de Mateus foi conhecer a Lagoa das Sete Cidades e à tarde foi momento de preparar um concerto no auditório Luís de Camões do Conservatório de Ponta Delgada que começou pelas 18.30h do dia 7 de outubro de 2023. Antes do nosso concerto, assistiu-se a uma verdadeira lição de História. Foi transmitido um documentário cedido pela RTP-Açores, e enquadrados e relatados os acontecimentos de 14 de outubro de 1918, apresentados pelo Comodoro Paulo Lopes, Comandante da Zona Marítima dos Açores, e pelo Dr. Sérgio Rezendes, Vereador da Câmara Municipal de Ponta Delgada. Seguindo-se um concerto que demonstrou o excelente trabalho desenvolvido pelo Maestro Carlos Pereira ao longo do Ano, foram assim interpretadas algumas obras como Amparo Fernandes, Seconde Suite for Military Band de Gustav Holst, Do Algarve aos Açores com os Solistas Fábio Meneses e Gonçalo Pires. O concerto teve rácio de ouvintes de 1 músico para 1 ouvinte, totalizando assim 50 pessoas no publico e 50 pessoas em palco, sendo que o auditório tem uma capacidade de 200 pessoas sentadas a ver. Terminou com uma homenagem ao povo Açoriano traduzido na Rapsódia Nascido na Lava de Hélder Bettencourt. No final do concerto houve lugar a discurso pelo presidente da Banda Tiago Rocha, seguindo-se os representantes da comunidade Açoriana. Depois aconteceu outro convívio, onde se celebrou o magnifico concerto ainda e também o 6 aniversário de casamento do Maestro Carlos Pereira e da Trompetista Joana Silva, professora da escola da Banda e tesoureira. 
No dia 8 foi momento de conhecer o resto da ilha, a Banda de Mateus foi ao chá da Gorreana e às Furnas, onde depois comeram o famoso cozido das Furnas. À noite foi momento de mais um convívio na sede da Banda Lira da Estrela onde se celebrou o aniversário da pessoa que organizou toda a viagem da Banda de Mateus aos Açores, Pedro Silveira que fez 48 anos. Parabéns Pedro! 
No dia 9, foi o 19º aniversário de casados do vice-presidente Pedro Silveira e da Presidente da Assembleia Geral Sandra Silveira. Esta celebração consagrou-se com o passeio da Banda de Mateus ao Parque Terra Nostra, onde os músicos da Banda e os casais puderam nadar no lago termal.  À noite deu-se a festa de Despedida que terminou já de madrugada e finalizou-se  com a Banda de Mateus a se despedir com a marcha Águas do Botaréu por volta da 1h da madrugada já do dia 10. 
Desta viagem restam as saudades dos Açores e dos amigos que deixamos lá. 
Menção honrosa aos músicos de Mateus que não puderam ir porque a viagem "calhou" na altura da escola, das aulas e dos testes. 

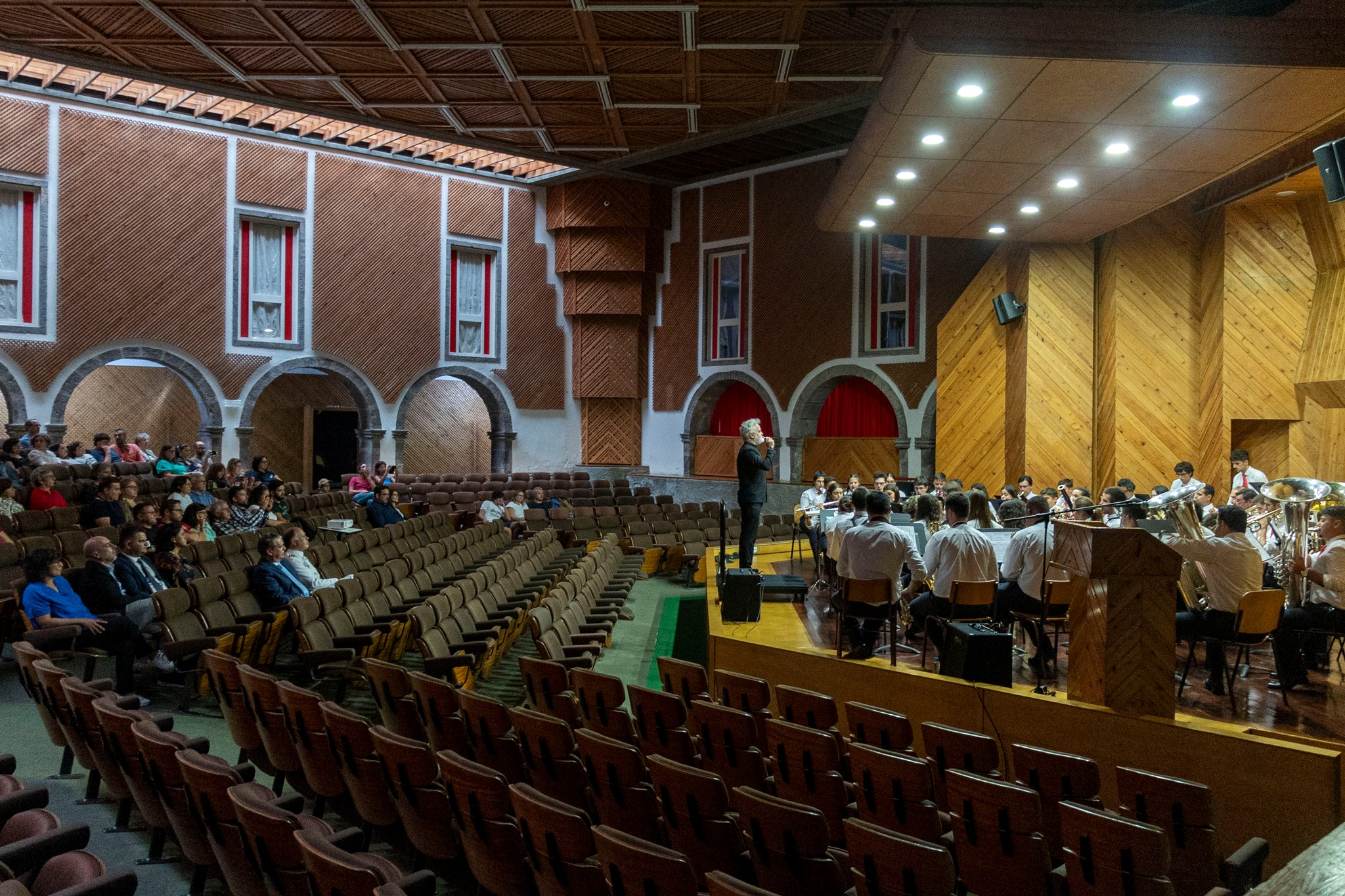